# Gaetanus brevispinus
Il Gaetanus brevispinus è una specie di crostaceo del genere Gaetanus, dell'ordine dei Calanoida. Fa parte dello zooplancton, ed è un predatore che si ciba prevalentemente di altri copepodi

## Habitat e distribuzione
Si tratta di una specie cosmopolita, ma che si trova principalmente nelle acque basse in vicinanza dei poli, ed in particolare nell'oceano artico, tra la superficie e i 1.500 metri di profondità, con la maggior concentrazione tra i 100 e i 750 metri. Più lontano dai poli lo si trova a profondità maggiori, di 3.000 metri, in particolare lungo la corrente termoalina.

## Descrizione
Sono caratterizzati da spine lungo tutto il corpo. La parte anteriore e l'apparato digerente sono di un rosso acceso. Il corpo delle femmine è lungo tra i 3,6 e i 4,9 millimetri, mentre quello dei maschi tra i 2,3 e i 4,1. Oltre ad essere più piccoli, i maschi hanno anche spine posteriori più ridotte. La coda è lunga circa un terzo del corpo, mentre le antenne sono lunghe quanto il corpo o di più.